# Jean-Paul Baumgartner
Pour les articles homonymes, voir Baumgartner.
Ne doit pas être confondu avec Paul Baumgartner.
Jean-Paul Baumgartner est un organiste et compositeur français né à Strasbourg le 26 avril 1932 et décédé le 11 juin 2012,.

## Biographie
Dès l'âge de 5 ans, le père de Jean-Paul , directeur de l'école primaire de Dingsheim, l'initie au chant choral, au piano et à l'orgue. 
Quelques jours après la Libération, le 28 novembre 1944, il joue dans le village avec quelques garçons de son âge avec une grenade qui lui explose en main. Amputé de la main gauche, il se résigne à une carrière d'instrumentiste virtuose,.
Après des études secondaires et musicales achevées à Strasbourg en 1954, il entre au Conservatoire National Supérieur de Paris en 1955, dans les classes d'écriture et de composition de Tony Aubin, Darius Milhaud et Olivier Messiaen. Ayant suivi des stages de perfectionnement en Autriche et en Italie, il est nommé professeur d'écriture et de composition au Conservatoire de Strasbourg en 1961. Pendant 10 ans, il compose d'importantes œuvres symphoniques et de musique de chambre.
À partir de 1972, il assure la direction des Conservatoires Nationaux de Béziers et de Montpellier (1972 à 1975), puis Besançon (1975 à 1983), et Strasbourg jusqu'en 1990.
L'enseignement et la pédagogie musicale, ainsi que la diffusion des ouvrages contemporains se placent parmi ses préoccupations les plus importantes.